# 프린치페역
프린치페역 (Principe)은 제노바 지하철의 역이다. 이탈리아 제노바 프린치페 광장에 위치해 있으며 철도역인 제노바 피아차 프린치페 역이 부근에 있다.

## 역사
1992년 7월 13일 제노바 엑스포 개최를 기념하여 디네그로 역에서 한 구간 연장되며 문을 연 역이다. 이후 수년간 제노바 지하철의 시종착역 역할을 하다가 2003년 8월 7일 제노바 지하철이 산 조르조 역까지 연장되면서 중간정차역이 되었다..
역 개업 이후에도 프린치페 역은 내부 마감공사를 수차례 거쳤으며, 제노바 피아차 프린치페 철도역과 연결되는 통로가 조성되기도 하였다.